# Человек из Эфеса
«Человек из Эфеса» — комедия древнегреческого драматурга Менандра (IV—III века до н. э.), текст которой сохранился фрагментарно в виде ряда цитат, приведённых другими античными авторами. Время написания и постановки пьесы неизвестно.
Один из сохранившихся отрывков — фрагмент реплики раба, по-видимому, боящегося, что его продадут за какую-то провинность.